# Danio Bardi
Danio Bardi, född 23 maj 1937 i Scandicci, död 9 juli 1991 i Florens, var en italiensk vattenpolospelare. Han spelade i Italiens herrlandslag i vattenpolo i två OS. I Rom blev det guld och i Tokyo en fjärdeplats. Bardi gjorde två mål i OS-turneringen 1960 som Italien vann.